# Enno Haytatisna
Enno Haytatisna (auch Enno Haydetsna, * unbekannt; † 1407) war Häuptling zu Larrelt.
Wappen: ein geharnischter Ritter zu Pferd, ein Schwert in der erhobenen Rechten.
Er war in zweiter Ehe verheiratet mit Sibbe, der Tochter Folkmar Allenas von Osterhusen.